# Ford Fiesta
Ford Fiesta je malý vůz vyráběný společností Ford Motor Company od roku 1976 do roku 2023. Vyrábí se či vyráběl v Německu, Spojeném království, Španělsku, Austrálii, Brazílii, Argentině, Mexiku, Venezuele, Číně, Indii, Thajsku a Jižní Africe. Od příchodu 6. generace v roce 2008 je vůz prodáván po celém světě.
Celkem Ford prodal přes 16 miliónů Fiest - více prodal už jen Escortů a vozů F-Series.

## První generace (1976–1983)

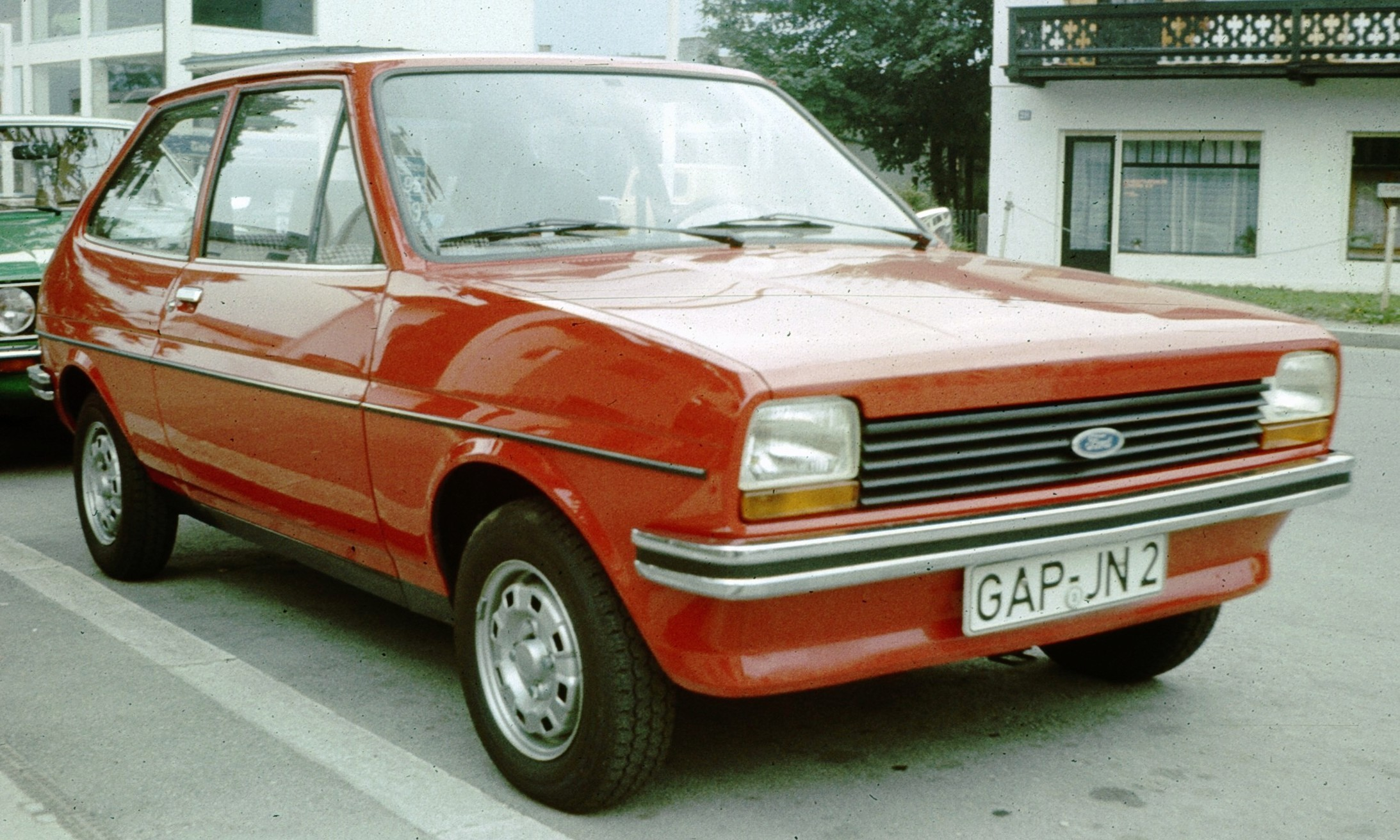
Ford Fiesta MK1

Poprvé se Fiesta začala vyrábět v roce 1976. Byl v ní použit motor „Ford Kent“ typu „Valencia“, pojmenovaný podle továrny Fordu ve Valencii v Almussafes, kde se také Fiesta vyráběla. Kromě Španělska se vyráběla i v Londýně ve čtvrti Dagenham a v německém Kolíně a Saarlouis. V první generaci byla Fiesta jen třídveřová. Výroba této generace skončila roku 1983. Mezi lety 1978 a 1980 se první generace Fiesty prodávala i v USA, a to pouze s nejsilnějším, 1,6 litrovým, motorem.

###### Motorizace

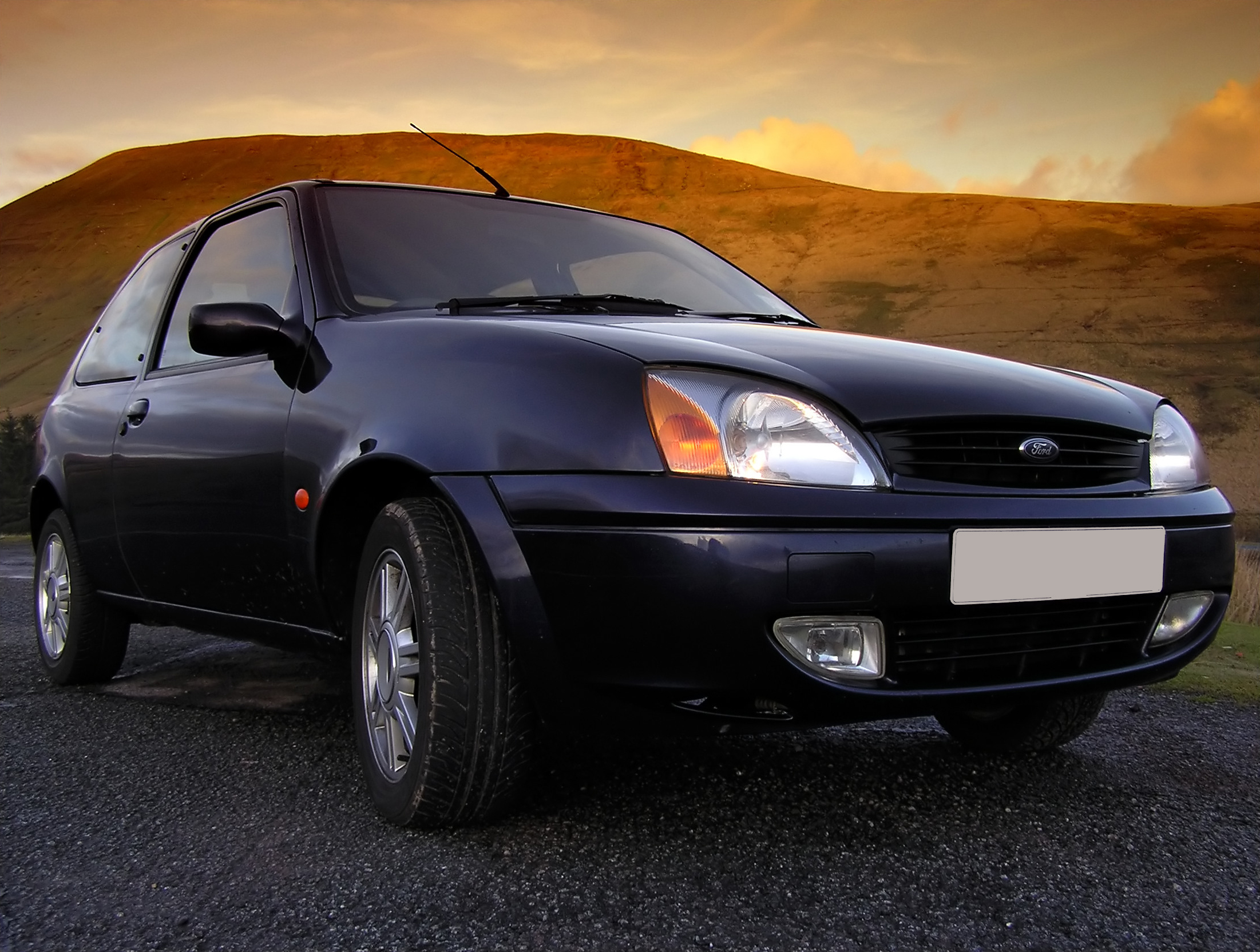
Fiesta po modernizaci

- 957 cm³ 40/45 koní
- 1117 cm³ 53 koní
- 1298 cm³ 66 koní
- 1597 cm³ 84 koní

## Druhá generace (1983–1989)

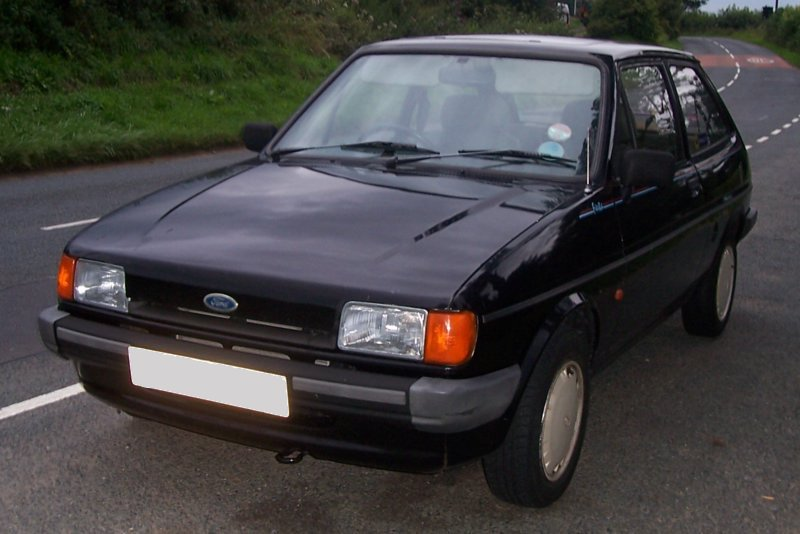
Ford Fiesta MK2

Druhá generace se vyráběla od roku 1983 do roku 1989. Záď vozu zůstala stejná jako u první generace, změnila se pouze příď a interiér. 1,3 litrový motor OHV byl nahrazen novým 1,3 litrovým CVH. Do nabídky motorů přibyl 1,6 litrový diesel z Escortu. V roce 1987 dostala Fiesta variátorovou převodovku z Fiatu Uno.
Fiesta druhé generace se nabízela ve výbavách Popular, Popular Plus, L, Ghia, 1.4S a XR2. XR2 byla sportovní varianta s 96 koňovým 1,6 litrovým motorem CVH, pětistupňovou převodovkou a sportovními vizuálními doplňky.
Vůz byl i přes tehdejší konkurenci, jako například Peugeot 205, Austin Metro, Fiat Uno či Nissan Micra, velmi populární - v roce 1987 se jen ve Velké Británii prodalo 150 tisíc kusů Fiesty, nejvíce ve své třídě. Fiesta druhé generace se díky spolupráci Fordu s Mazdou prodávala i v Japonsku.

###### Motorizace
- Valencia
  - 957 cm³ 45 koní
  - 1117 cm³ 49 – 53 koní
  - 1298 cm³ 66 koní
- CVH
  - 1298 cm³ 69 koní
  - 1368 cm³ 71 koní
  - 1597 cm³ 96 koní
- Vznětové:
  - 1608 cm³ 54 koní

## Třetí generace (1989–1997)

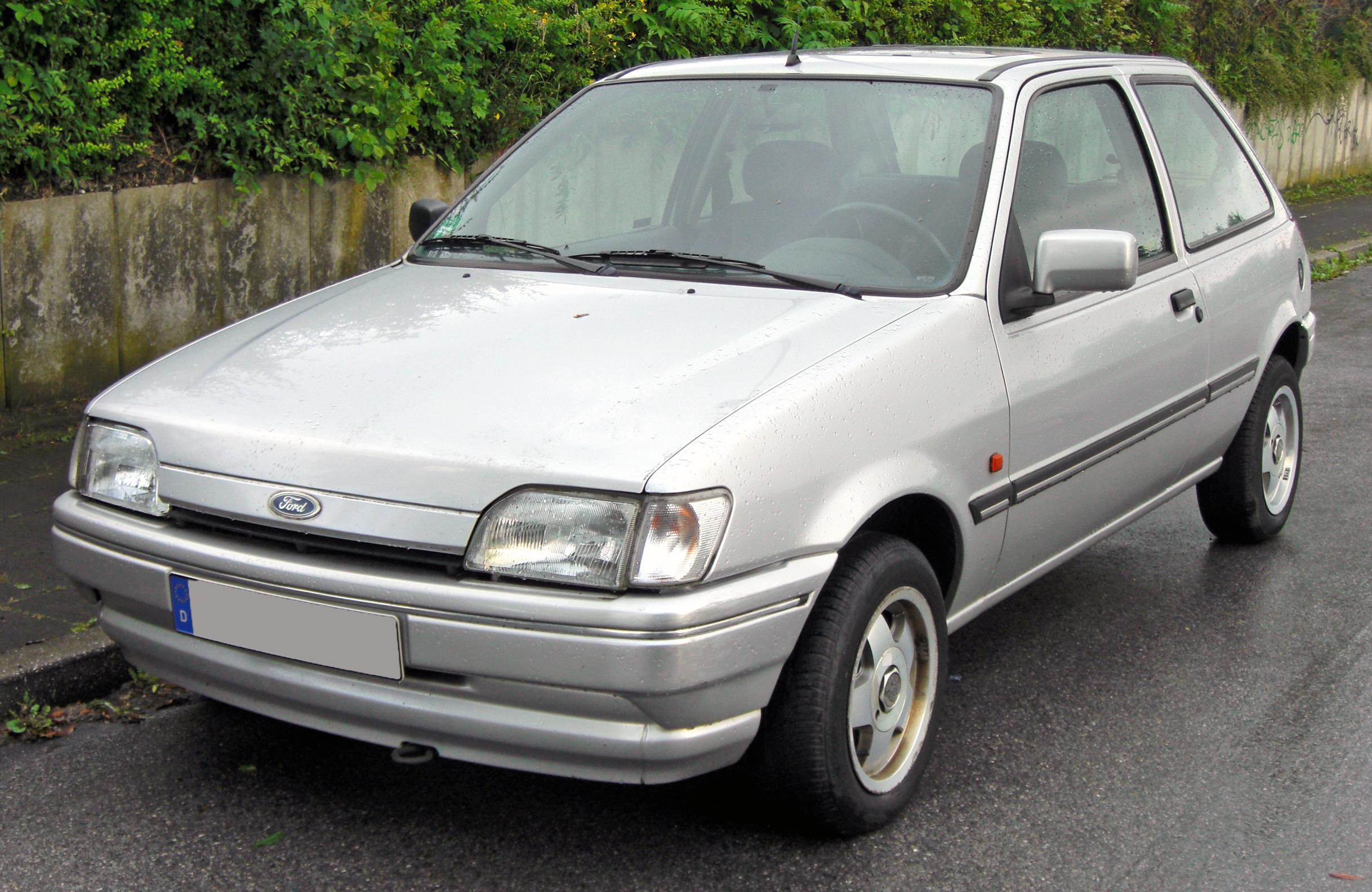
Ford Fiesta MK3

Třetí generace byla ve výrobě mezi lety 1989 a 1997, poslední dva roky (po představení další generace) byla prodávána jako Ford Fiesta Classic. Vůz byl postaven na zcela nové platformě. Nová zadní náprava vyřešila problém s druhou řadou dveří, tudíž třetí generace byla k dostání nejen v třídveřové verzi, ale i v pětidveřové. Motory "Valencia" byly hromadně vylepšeny a přejmenovány na HCS. Motory CVH zůstaly stejné jako v 2. generaci a diesel zvětšil objem na 1,8 litrů.
Sportovní varianta XR2i byla představena již v roce 1989 a produkovala 104 koní. V roce 1992 byla nahrazena ještě výkonnější variantou RS Turbo s 1,8 litrovým motorem, který produkoval 130 koní a dosahoval maximální rychlosti 201 km/h.
Fiesta třetí generace byla prodejně úspěšnější než ta první a druhá - jen za první dva roky produkce jich bylo prodáno přes milion kusů.

###### Motorizace
- HCS
  - 999 cm³ 45 koní
  - 1118 cm³ 50 – 55 koní
  - 1289 cm³ 60 koní
- CVH
  - 1392 cm³ 71 – 75 koní
  - 1596 cm³ 104 koní
  - 1598 cm³ Turbo 131 koní
- Zetec
  - 1598 cm³ 90 koní
  - 1796 cm³ 105 – 130 koní
- Vznětové
  - 1753 cm³ 60 koní

## Čtvrtá generace (1995–2002)

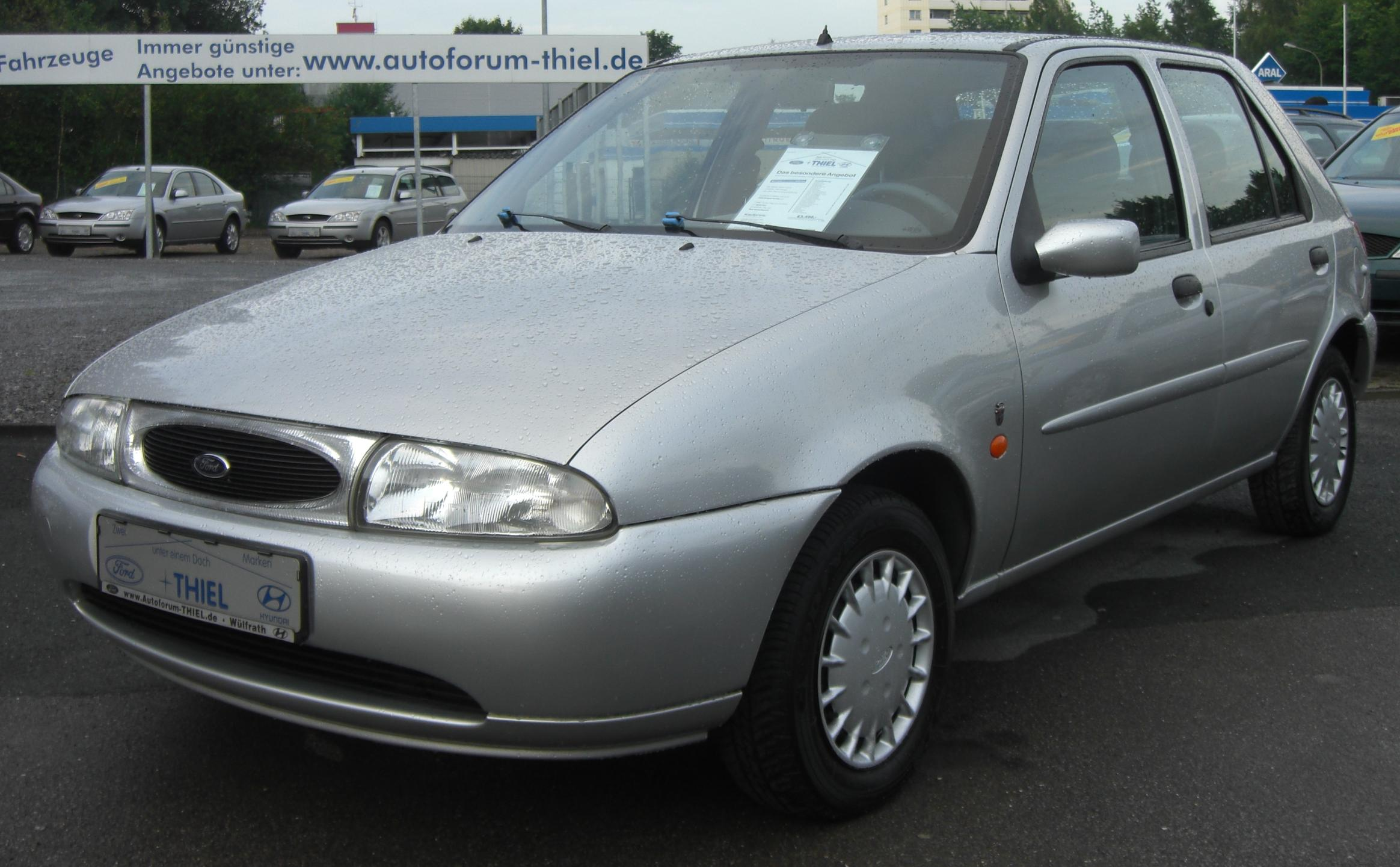
Ford Fiesta MK4

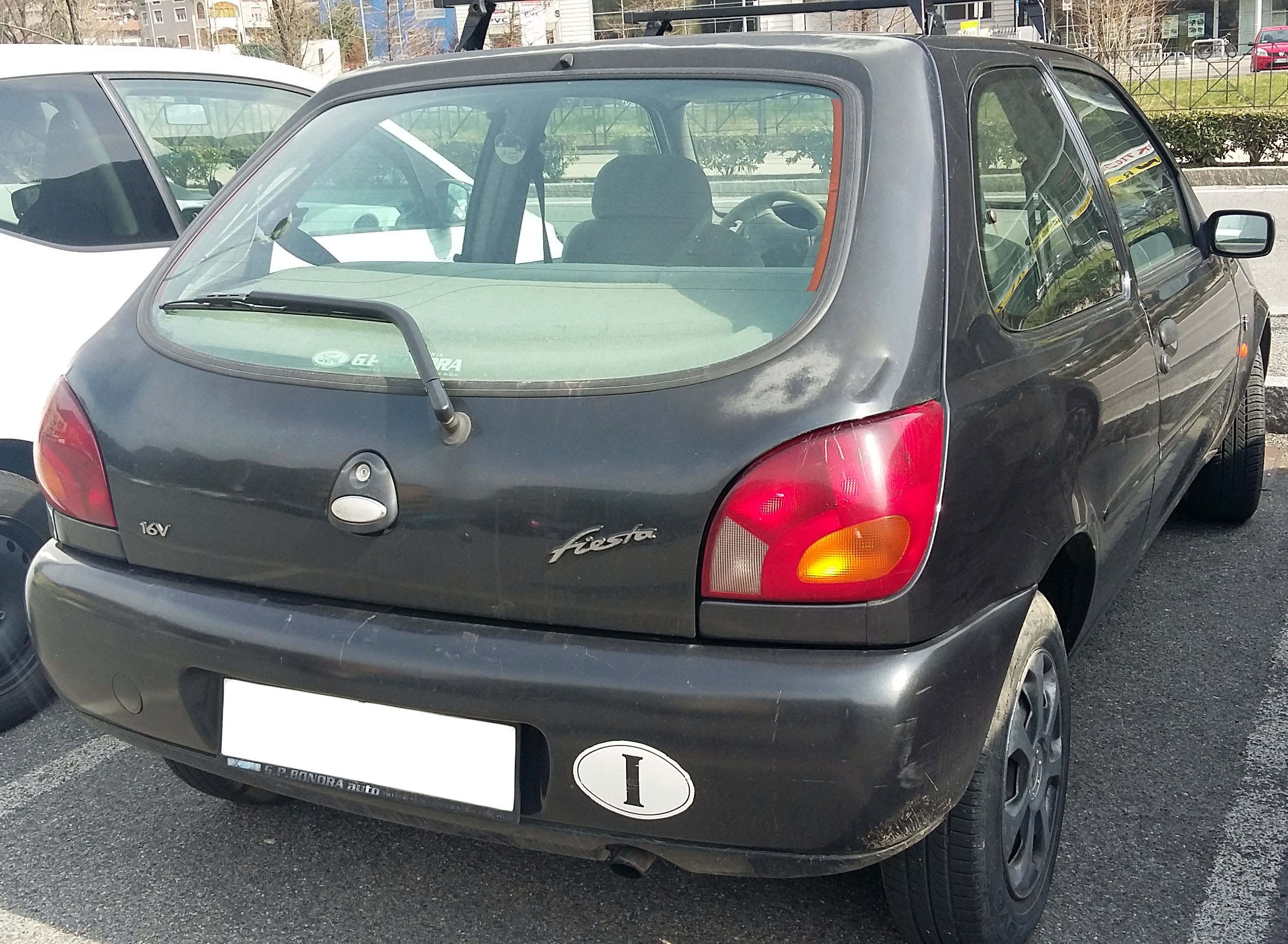
Ford Fiesta Mk4, zadní pohled

Čtvrtá generace se vyráběla v letech 1995 až 2002. Vůz dostal zcela nové zážehové motory řady Zetec-SE, diesel byl z minulé generace pouze upraven a přejmenován na Endura DE. Základní 1,3 litrový motor Endura-E byl poslední specifikací motoru "Valencia". Čtvrtá generace si zachovala platformu a designový styl třetí generace, ovšem exteriér, interiér i šasi bylo kompletně přepracováno.
V rámci spolupráce s Mazdou byla Fiesta stavěna na stejných výrobních linkách jako Mazda 121 a sdílela s ní design a téměř všechny komponenty. I přesto byla Mazda po většinu výroby v žebříčcích spolehlivosti hodnocena podstatně lépe než Fiesta, zároveň se ale hůře prodávala.
Roku 1999 proběhl facelift v duchu filosofie New Edge, který měl vůz přiblížit k ostatním vozům značky. Nejznatelnější změny exteriéru jsou na nových předních světlometech, mřížce chladiče a na předním nárazníku, zezadu jsou nový i starý typ kromě černé lišty na nárazníku zcela identické. Vozidlo ve výbavách Ghia, Freestyle a Zetec S získalo do nabídky nový 1,6 litrový motor. Další nové motory byly vznětové Lynx TDDi (1,8 litrů) a E-Diesel.
Mezi lety 1996 a 1998 byla Fiesta nejprodávanějším vozem Spojeného království a ještě v roce 2001 zde byla čtvrtá generace Fiesty nejprodávanějším malým vozem. Výroba třídveřové verze pokračovala až do prosince 2002, souběžně s pátou generací. Čtvrtá generace Fiesty byla poslední generací vyráběnou v anglickém Dagenhamu.

###### Motorizace
- Endura-E
  - 1299 cm³ 50 – 60 koní
- Zetec-SE
  - 1242 cm³ 75 koní
  - 1388 cm³ 90 koní
  - 1596 cm³ 100 koní (od roku 1999)
- Vznětové
  - 1753 cm³ 60 koní
  - 1753 cm³ 75 koní (Endura-D)

## Pátá generace (2002–2008)

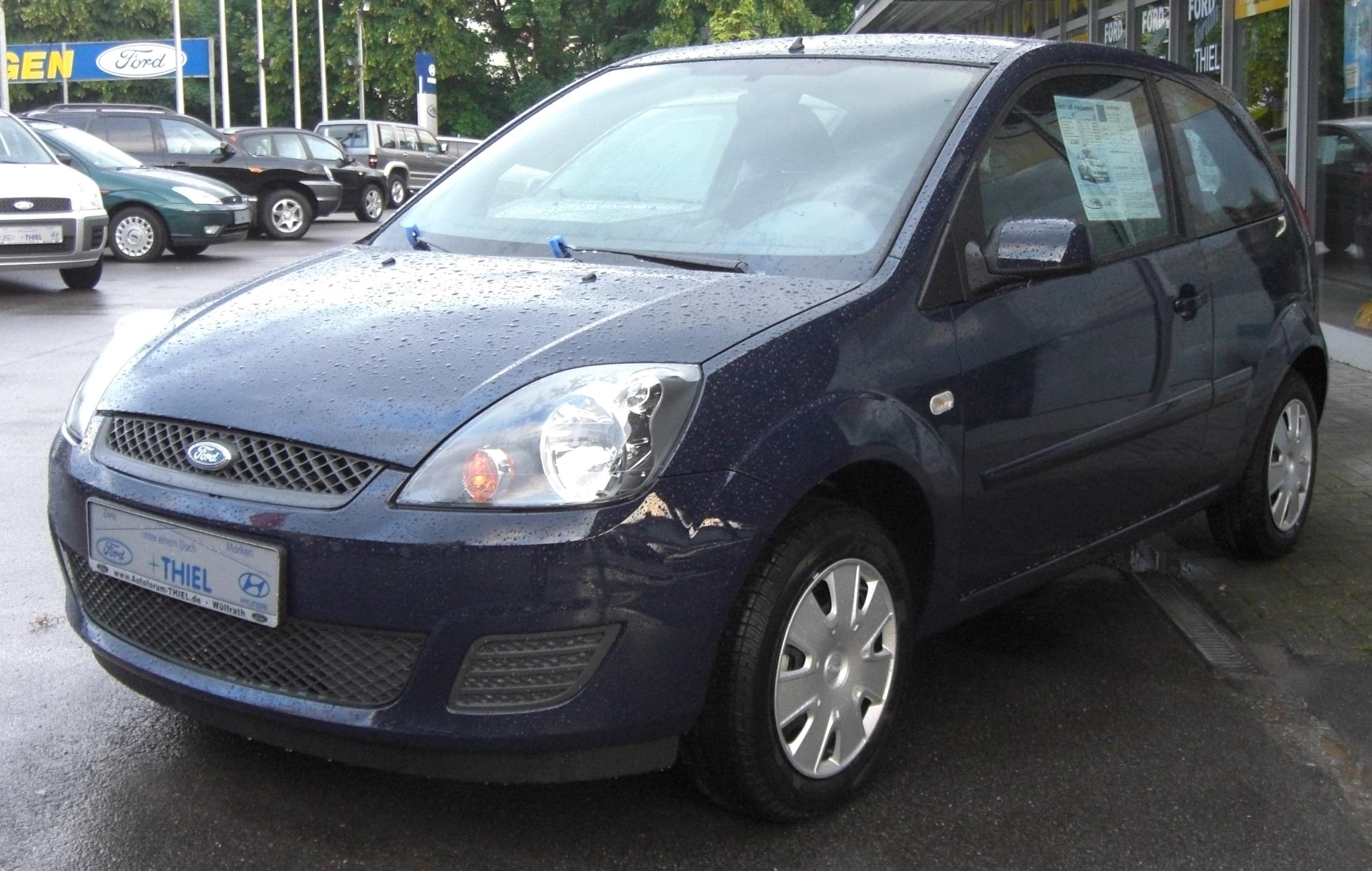
Ford Fiesta MK5

Pátá generace byla ve výrobě od roku 2002 do roku 2008. Zážehové motory Zetec-SE byly převzaty z minulé generace, pouze přejmenovány na Duratec. Nové verze se po pár měsících výroby dočkal akorát 1,3 litrový motor. Výbavy byly čtyři - Finesse, LX, Zetec and Ghia. Oproti minulé generaci byla pátá generace Fiesty vybavena systémem ABS a dvěma airbagy.
Na Ženevském autosalonu v roce 2004 byla představena sportovní verze Fiesta ST která měla dvoulitrový motor Duratec produkující 150 koní, se kterým dosahovala maximální rychlosti 208 km/h. Vůz dostal sportovní přední a zadní nárazníky, kožená sedadla, sportovní kola a volitelné pruhy na karoserii.
I tato generace byla faceliftována, tentokrát v roce 2005. Rovněž při této modernizaci byly změny provedeny hlavně na světlometech a na mřížce chladiče, tentokrát však nejsou tak znatelné. Modernizován byl i interiér, kterému do nabídky přibyly nové barvy, ve kterém jej bylo možno pořídit, včetně například červené či zelené. Zlepšila se také před faceliftem kritizovaná kvalita materiálů a bylo přidáno značné množství elektroniky (např. elektronicky sklopná zrcátka, Bluetooth, palubní počítač). Zároveň přibyly výbavy, faceliftovaná Fiesta se nabízela ve výbavách Studio, Style, Style Climate, Zetec, Zetec Climate, Zetec S, ST a Ghia. Facelift byl pro Fiestu úspěšný, prodeje se meziročně zvedly o 25% a v letech 2006 a 2007 byla Fiesta nejprodávanějším malým vozem Spojeného království.
Fiesta páté generace byla první, která se prodávala i v Asii a Australasii. V Brazílii, Argentině a Indii se prodávala také v karosářské verzi sedan. V Jižní Americe prošel vůz facelifty ještě v roce 2007 a 2010 a prodával se až do roku 2014. Celkově byl vůz prodejně úspěšný a dodnes jde o nejprodávanější generaci Fiesty.

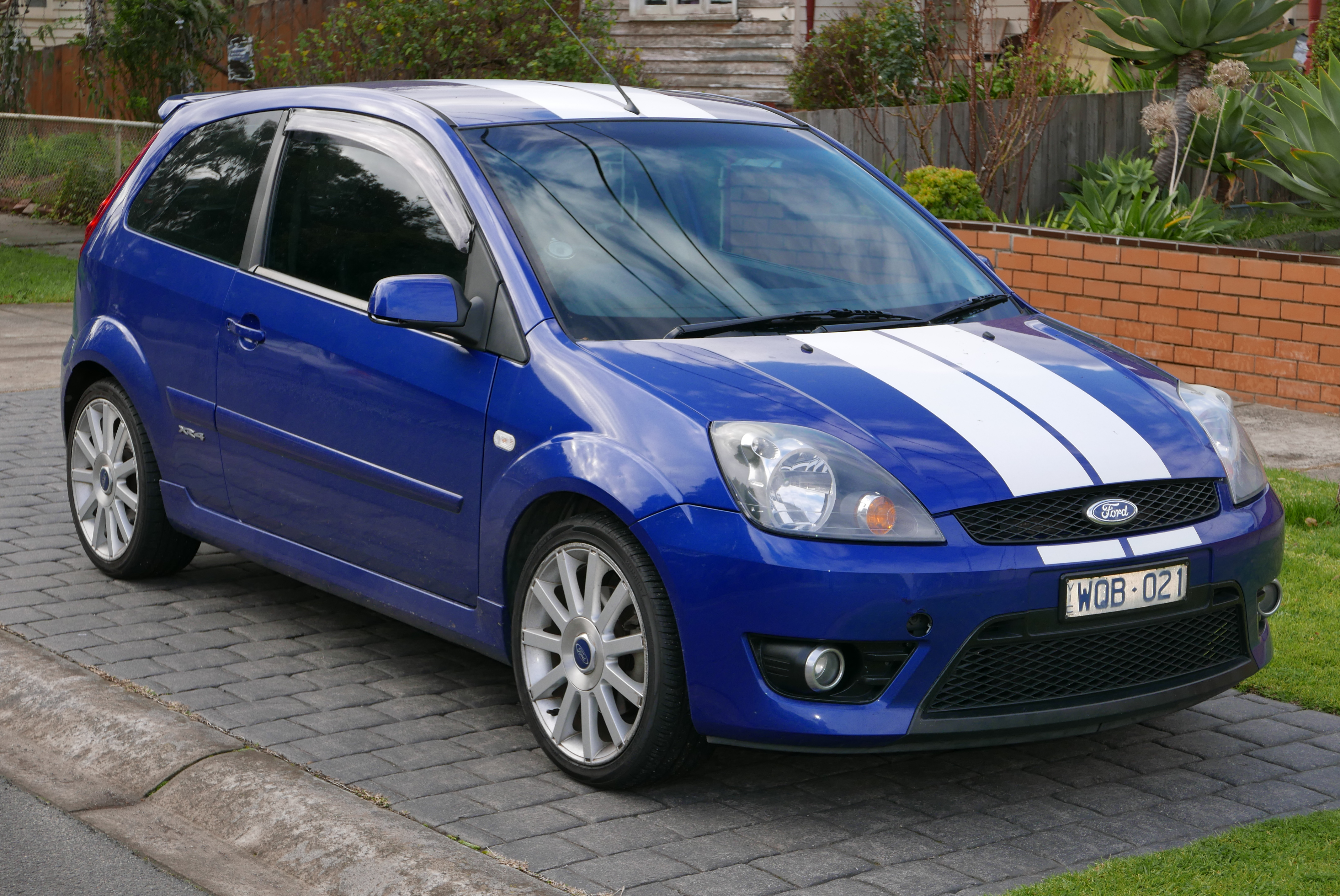
Ford Fiesta ST

### Motorizace
- Duratec:
  - 1299 cm³ 60 koní
  - 1299 cm³ 70 koní
  - 1388 cm³ 80 koní
  - 1998 cm³ 150 koní
- Zetec-SE:
  - 1242 cm³ 75 koní 1398 cm³ 80 koní
  - 1596 cm³ 100 koní
- Vznětové
  - 1398 cm³ TDCi 68 koní (Duratorq DLD-414)
  - 1560 cm³ TDCi 90 koní (Duratorq DLD-416, od roku 2005)

## Šestá generace (2008–2019)

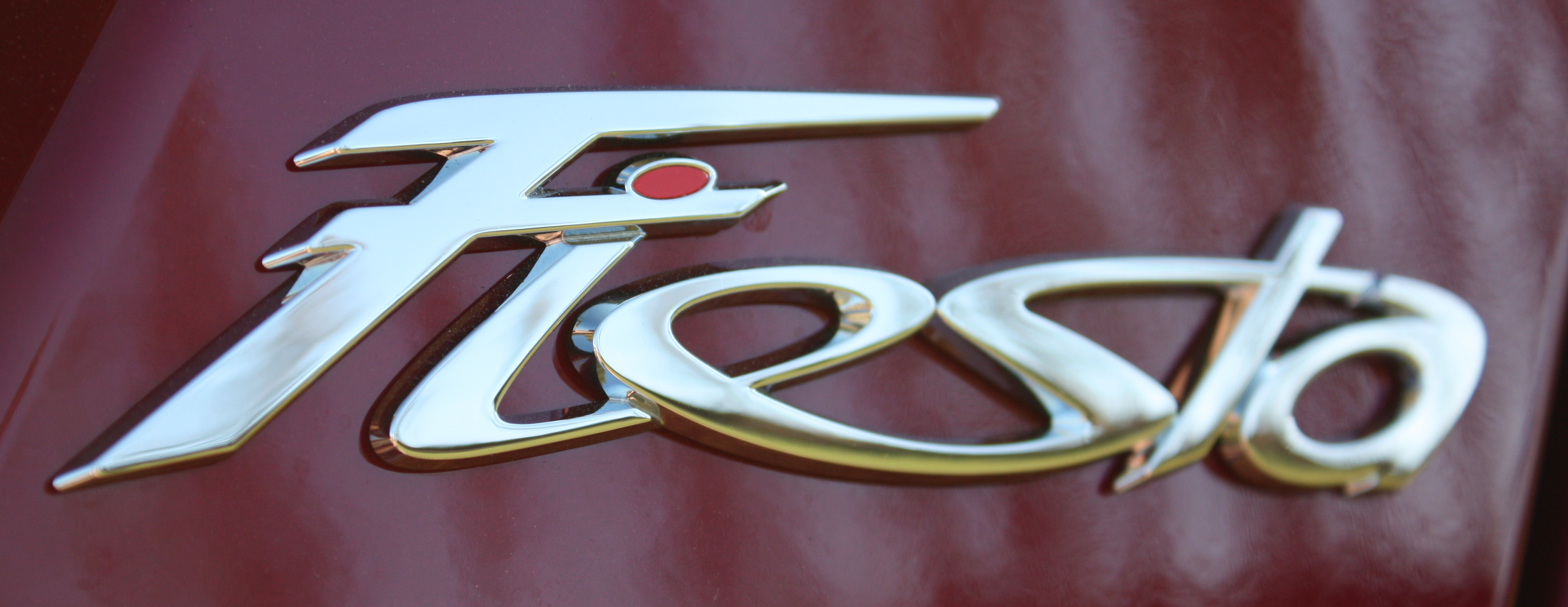
Ford Fiesta 2008 logo

Ford Fiesta šesté generace (kódové označení: b299) je první malý vůz Ford navržený v duchu kinetického designu podle konceptu Verve a také první vůz Ford vyvinutý systémem globálního produktového vývoje GPDS (Ford Global Product Development System) dle vize „One Ford“ (jeden Ford), s níž přišel generální ředitel Ford Motor Company Alan Mulally.
Fiesta šesté generace se prodávala ve verzích Ambiente, Trend, Ghia, ECOnetic, Sport/Zetec a Titanium. Fiesta Titanium měla dvě barevné sady (modrou a červenou) pro individualizace automobilu pomocí programu „Ford Individual“.
Pro všechny verze byly dostupné také sady výbavy na přání (příslušenství) - Sport, Free, Comfort, City a Winter.
Karoserie sedan byla představena v listopadu 2008 v Pekingu a prodej v Číně byl zahájen následujícího roku. V roce 2010 se sedan dostal do zbytku Asie a Severní Ameriky. V Evropě se tato varianta, kromě Ruska od roku 2015, neprodávala.
V roce 2013 prošla Fiesta faceliftem, který vozu přidal novu lichoběžníkovou masku chladiče, která se později rozšířila i na ostatní Fordy. Výbavy se změnily na Studio, Style, Zetec, Zetec S, Titanium, Titanium X a ST. Výbava Titanium X dostala do interiéru luxusní prvky z Focusu a Mondea. Do nabídky byl přidány nový litrový motor s 60 koňmi a dva nové litrové Ecoboost motory s 80 a 100 koňmi.
Šestá generace Fiesty zaznamenala pozitivní ohlasy v Evropě i v USA. Britský magazín What Car? vůz jmenoval Automobilem Roku. Za první dva roky se prodalo přes 940 tisíc Fiest, z toho 810 tisíc v Evropě.

##### Motorizace
Zážehové a vznětové motory
- 1,25/44 kW Duratec
- 1,25/60 kW Duratec
- 1,4/71 kW Duratec
- 1,6/88 kW Duratec Ti-VCT
- 1,4/50 kW Duratorq TDCi
- 1,6/55 kW Duratorq TDCi
- 1,6/66 kW Duratorq TDCi (Verze ECOnetic 3,7 l/100 km, CO2: 98 g/km)
- 1,6/70 kW Duratorq TDCi (od 02/2010)

##### Fiesta S1600
Ford Fiesta S1600 je sportovním modelem, který byl na prodej na britském trhu od roku 2010 jako nástupce sportovních Fiest ST. Výbava vychází z modelu Zetec S, což je na britském trhu druhá nejvyšší výbava. Vůz je vybaven sportovními sedadly s bočními airbagy, hliníkovými pedály, koberečky s logem Ford M-Sport, koženým vyhřívaným volant, koženým madlem ruční brzdy a řadicí páky. Exteriér byl upraven spoilery vpředu a vzadu, nástavci prahů a difuzorem v zadním nárazníku. Na výběr byla modrá nebo bílá barva s pruhy. Vozy byly výhradně třídveřové.

##### Fiesta ST
Sportovní verze Fiesty byla představena v Ženevě v březnu roku 2012 a do výroby se dostala v roce 2013. Poháněl ji 1,6 litrový motor s 180 koňmi, který umožňoval zrychlení z nuly na sto pod sedm sekund a maximální rychlost 218 km/h. Motor měl také funkci "overboostu", který vozidlo na patnáct sekund poskytl výkon až 200 koní. Britský televizní pořad Top Gear označil Fiestu ST za automobil roku.
V roce 2016 Ford pro Evropu představil speciální edici Fiesta ST200. Ta se odlišovala speciálním šedým zbarvením Storm Grey, černými sedmnáctipalcovými koly s novým designem a závodními sedačkami Recaro. Navýšen byl točivý moment a výkon na 200 koní, čímž se zrychlení z 0 na 100 zlepšilo na 6,7 sekundy. Ford dále zkrátil stálý převod z 3,82 na 4,06. Dále zostřil řízení a vylepšil systém vektorování točivého momentu a stabilizaci, jenž měla nyní tři módy. Proběhla i úprava zadní nápravy, podvozek byl snížen o 15 mm a posílily také brzdy.

##### Fiesta Van
Užitková Fiesta Van je modelem odvozeným od běžné Fiesty. Nová Fiesta Van se představila ve světové premiéře na veletrhu užitkových vozidel IAA 2008 v německém Hannoveru s vynikajícími užitnými vlastnostmi – objem rozměrného a všestranného ložného prostoru činí přes celý krychlový metr.
Parametry úložného prostoru:
- Objem 1 m³*
- Užitečné zatížení 504 kg
- Délka úložné plochy 1296 mm
- Šířka úložné plochy 1278 mm
- Plná ocelová přepážka (splňuje požadavky standardu DIN)
- Čtyři oka pro upevnění nákladu (splňují požadavky standardu DIN)
- Ložná plocha krytá pryžovou rohoží

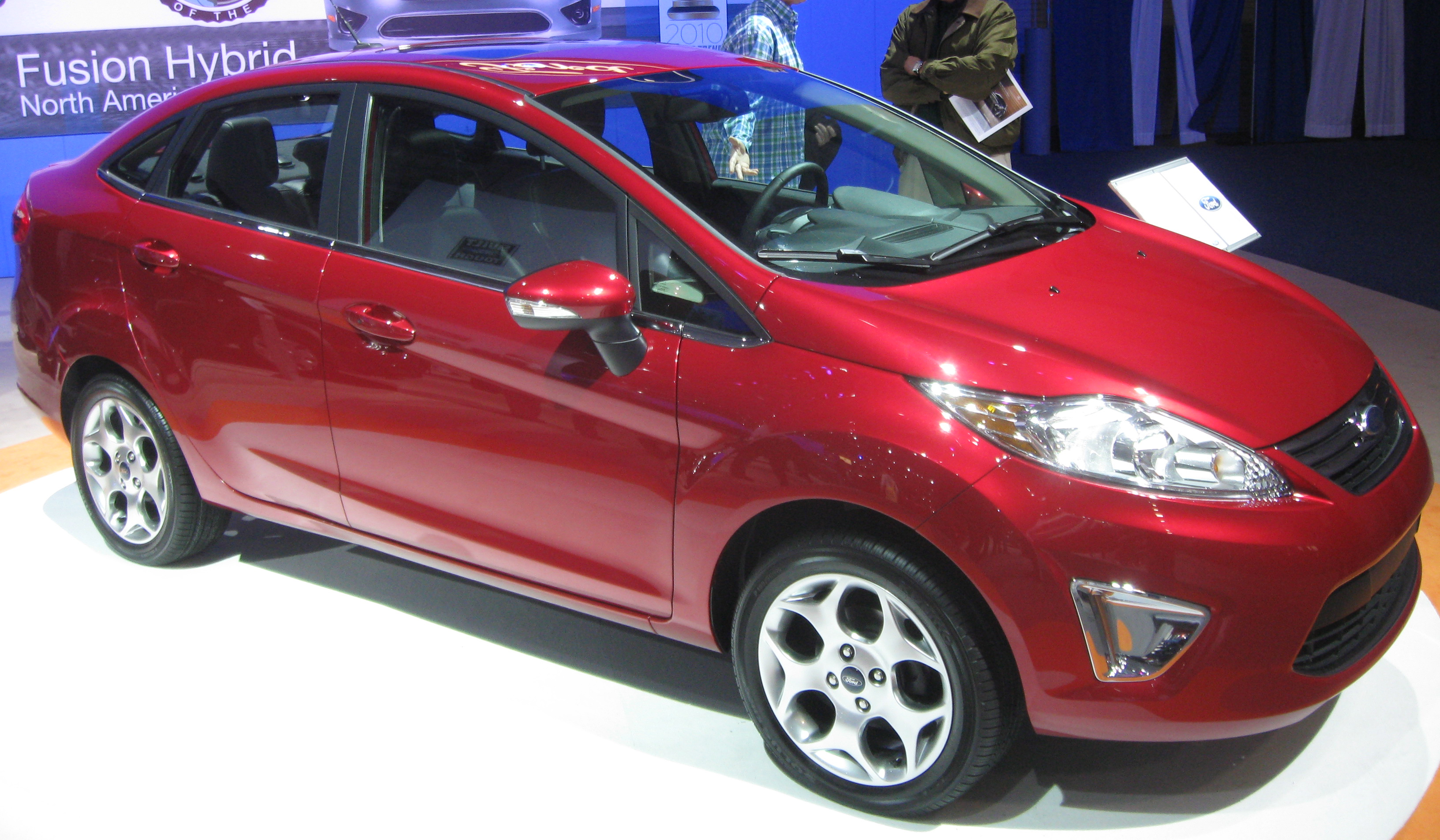
Ford Fiesta sedan

*Měřeno dle metodiky VDA

###### Motorizace
Zážehové a vznětové motory
- 1,25/60 kW Duratec
- 1,4/50 kW Duratorq TDCi
- 1,6/66 kW Duratorq TDCi

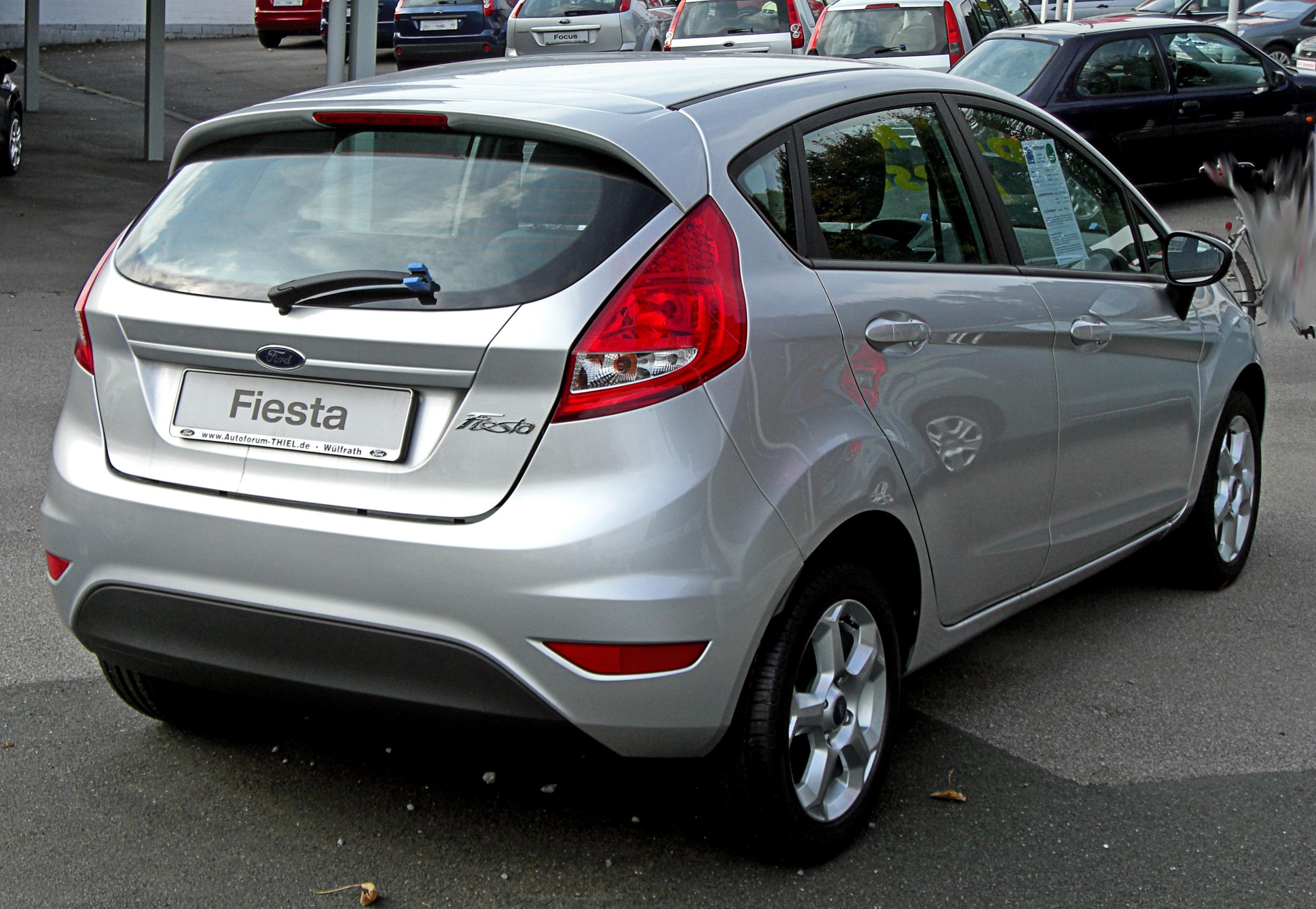
Ford Fiesta Trend (od 2008)
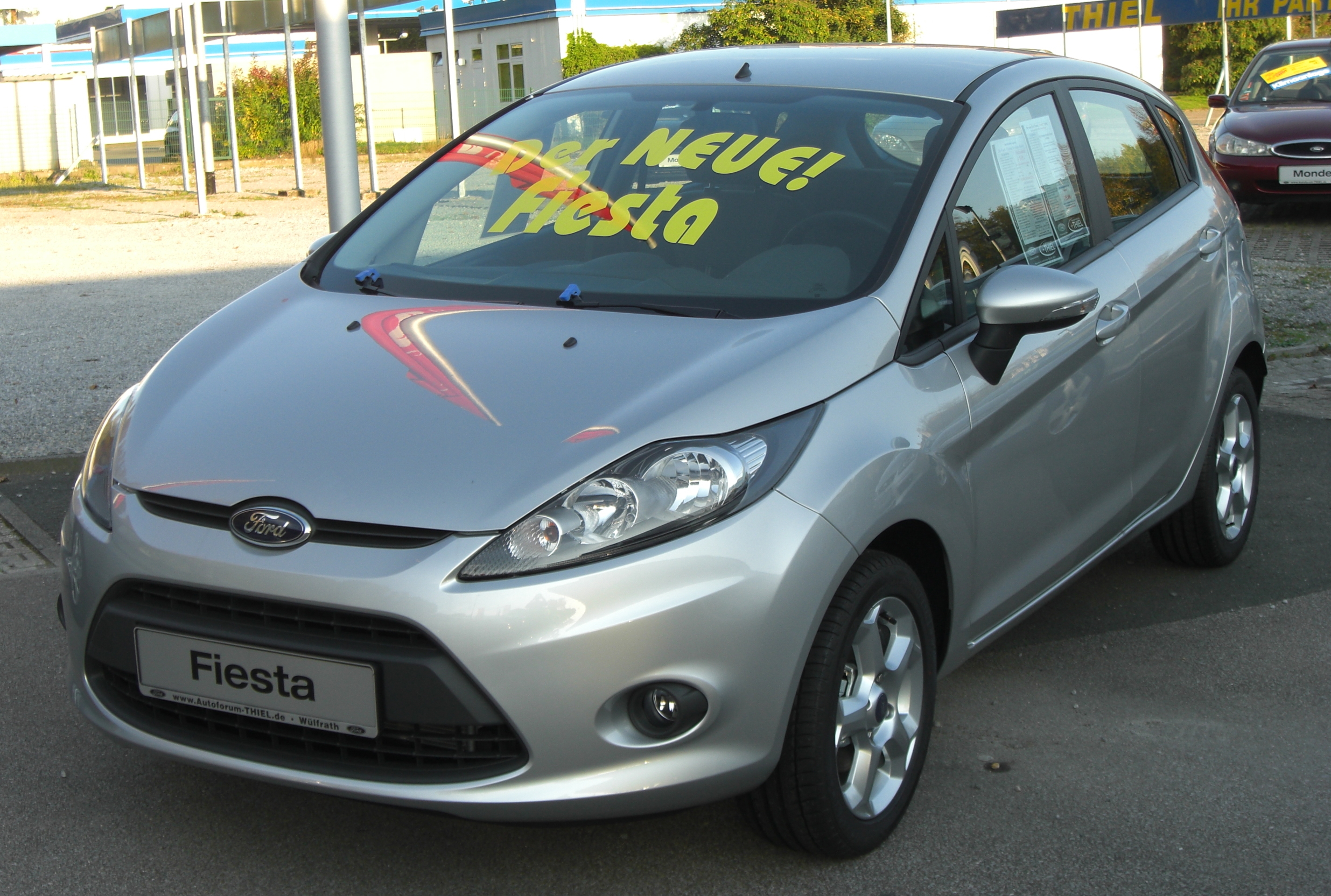
Ford Fiesta Trend (od 2008)
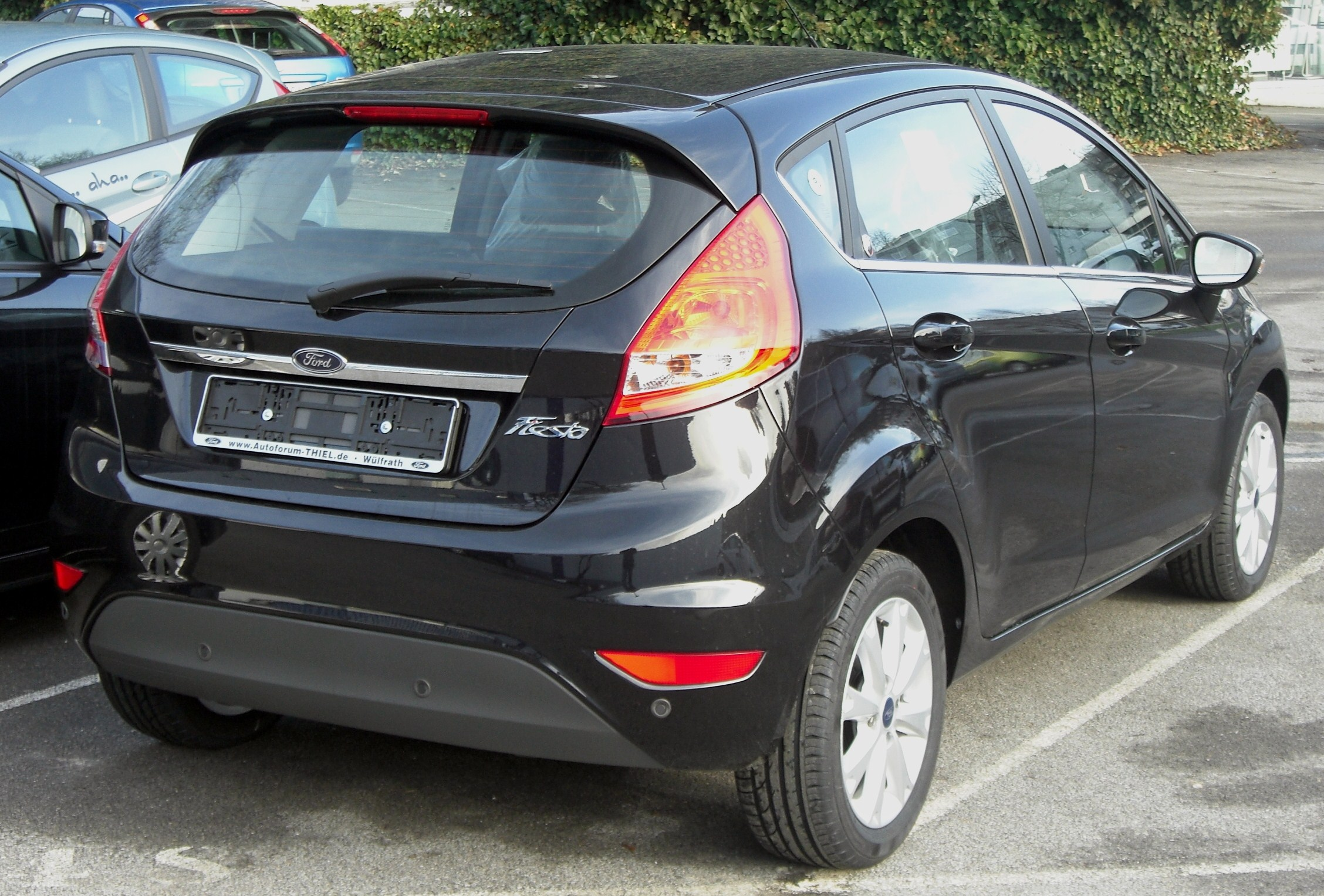
Ford Fiesta Titanium (od 2008)
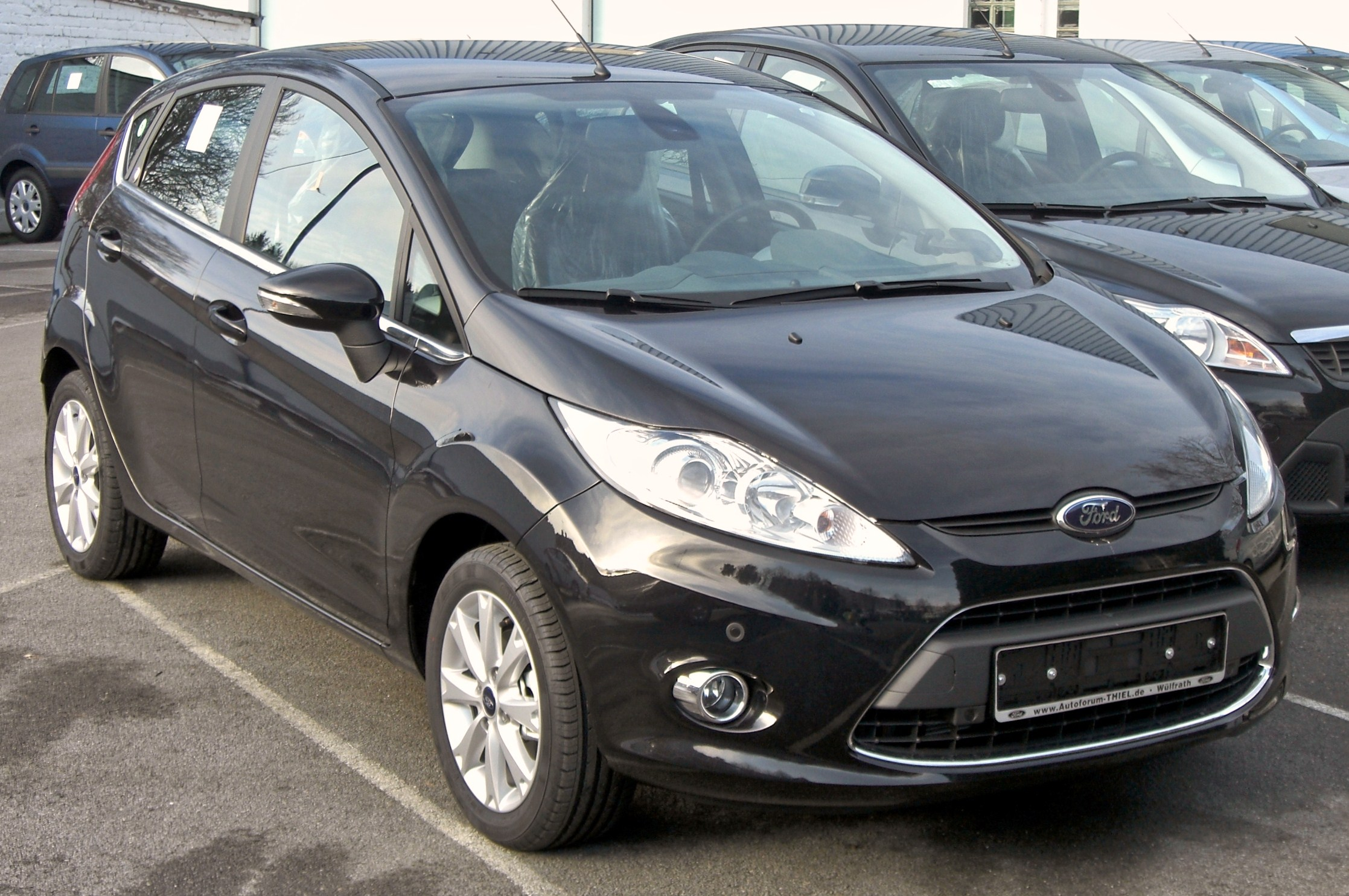
Ford Fiesta Titanium (od 2008)

## Sedmá generace (2017–2023)

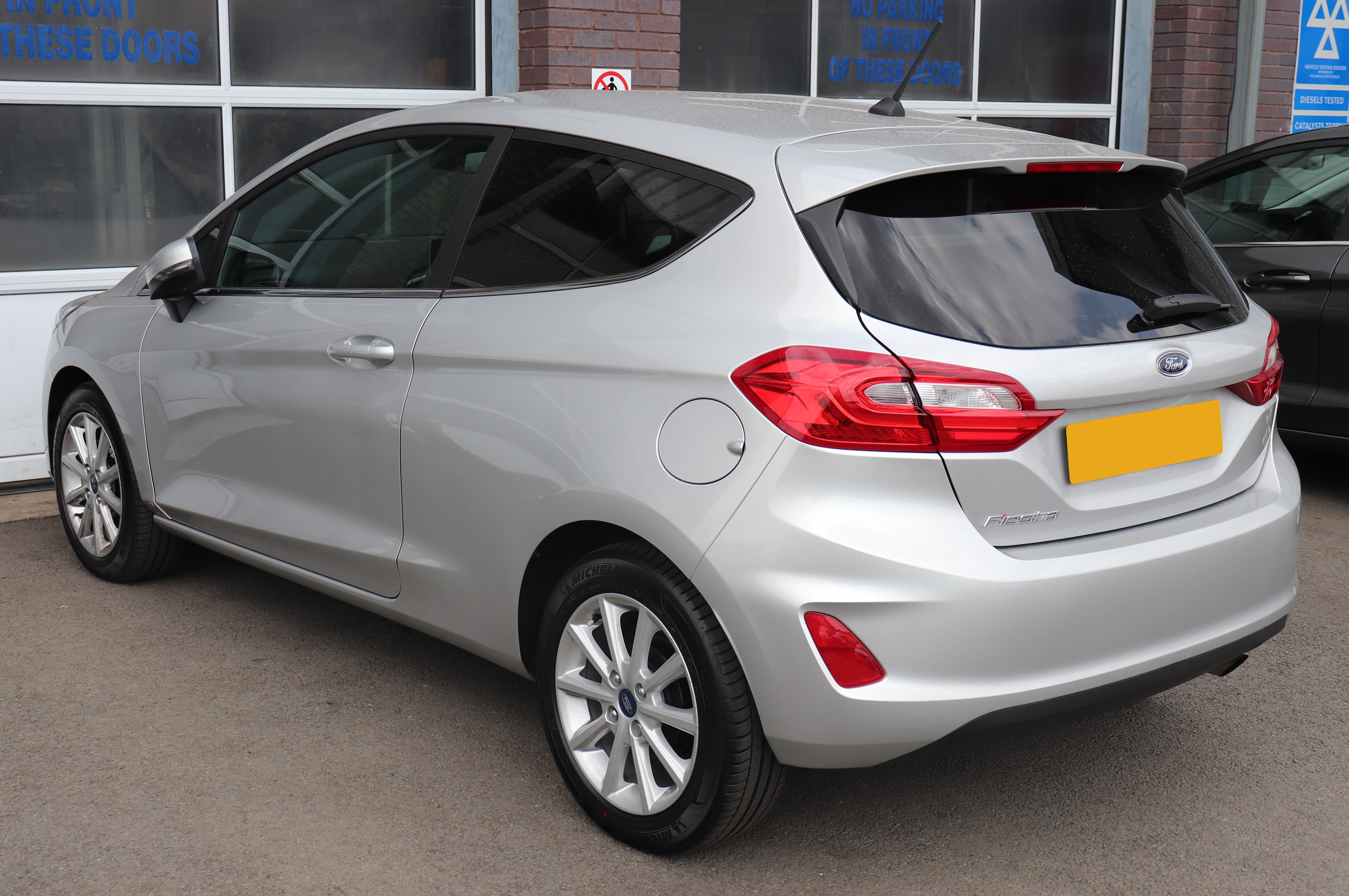
Pohled zezadu

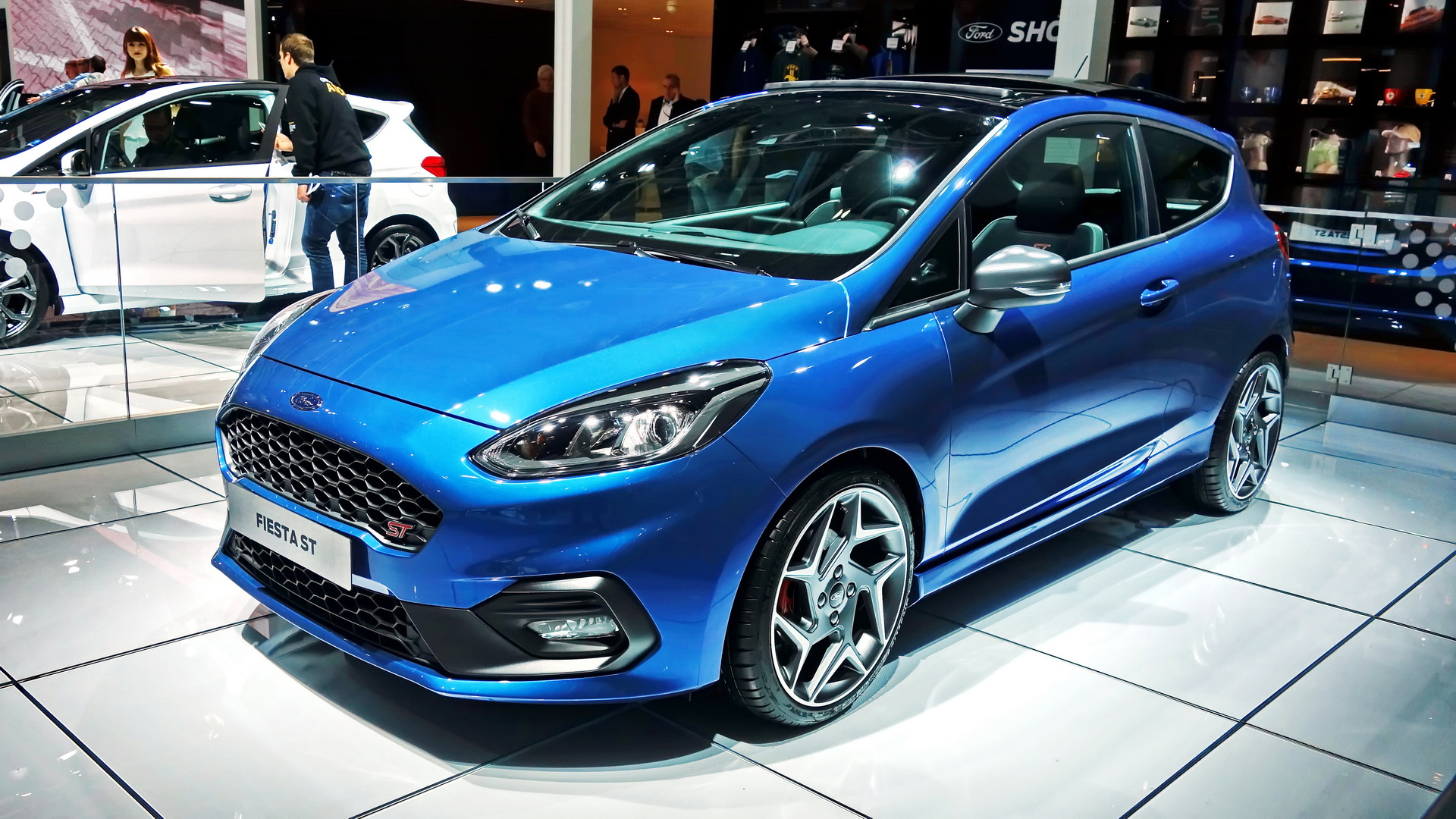
Verze ST 2018 Performance Blue

Fiesta sedmé generace byla představena 29. listopadu 2016. Dle vyjádření Fordu má být proti předchozí generaci prostornější, úspornější a bezpečnější. Do nabídky přibyly dvě nové varianty - cross-over Fiesta Active a luxusní Fiesta Vignale.
Sedmá generace Fiesty se neprodává v USA a v Austrálii se prodává pouze sportovní ST.
Fiesta ST vešla do prodeje na začátku roku 2018 s 200 koňovým tříválcovým motorem s turbem o objemu 1,5 litru. Na 100 km/h Fiesta ST zrychlí za 6,5 sekundy. Vůz lze nastavit do tří různých módů jízdy - Normal, Sport a Race Track a muže mít také samosvorný diferenciál Quaife.

### Motorizace
Zážehové a vznětové motory
- 1,0/63 kW Eco Boost
- 1,0/70 kW Eco Boost
- 1,0/74 kW Eco Boost
- 1,0/92 kW Eco Boost
- 1,0/99 kW Eco Boost
- 1,0/103 kW Eco Boost
- 1,0/92 kW Eco Boost hybrid mHEV
- 1,0/114 kW Eco Boost hybrid mHEV
- 1,1/52 kW TI-VCT
- 1,1/55 kW TI-VCT
- 1,1/63 kW TI-VCT
- 1,5/147 kW Eco Boost
- 1,1/63 kW TDCi
- 1,1/88 kW TDCi

## Závodní verze

### Ford Fiesta S1600
Ford Fiesta S1600 byl speciál pro rallye na základě páté generace kategorii JWRC a měla nahradit Ford Puma Kit Car. Poháněl ho motor o objemu 1596 cm³, který dosahoval výkonu 220 koní a točivého momentu 200 Nm. Vůz vážil 1000 kg.
Koncept byl poprvé představen na autosalonu v Birminghamu v roce 2002. Homologace byla schválena v dubnu 2004. Blok motoru je použit z Pumy, ale všechny jeho součásti byly vyměněny za modernější komponenty. Vůz má sekvenční převodovku Hewland. Aerodynamika byla zkoušena ve větrném tunelu. Vůz poprvé startoval na Rally Costa Smeralda 2004. Vůz byl zpočátku nespolehlivý a tak se vývoj přesunul do oddělení Ford M-Sport.

### Ford Fiesta ST S2000
Tento typ byl postaven soukromě bez účasti továrního týmu. Vycházel z páté generace typu Fiesta. Všechna kola pohání šestnáctiventilový řadový čtyřválec OHC o objemu 1998 cm³ uložený vpředu napříč, který má výkon 280 koní. Vůz má 3 mechanické diferenciály. Šestistupňová sekvenční převodovka je od firmy Sadev.
Rozměry
- Délka – 3924 mm
- Šířka – 1800 mm
- Výška – 1460 mm
- Rozvor – 2500 mm
- Hmotnost – 1200 kg

### Ford Fiesta S2000

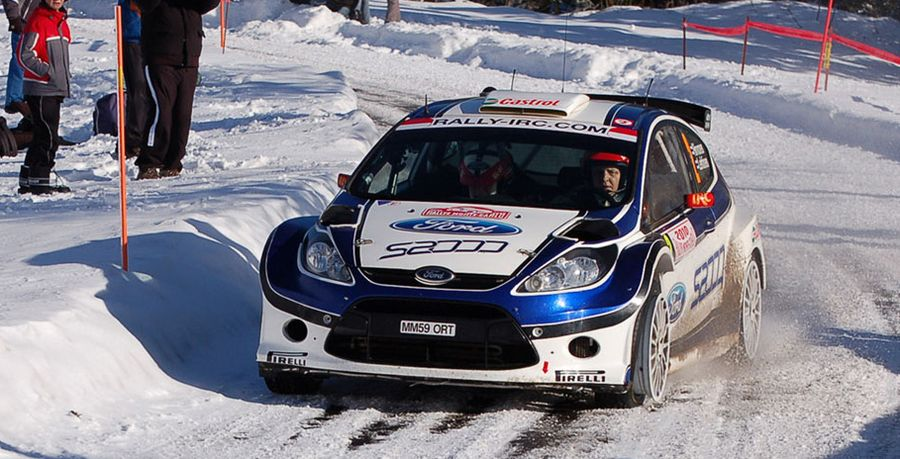
Ford Fiesta S2000

Ford Fiesta S2000 je speciál určený pro rallyový šampionát Intercontinental Rally Challenge a kategorii SWRC v rámci mistrovství světa v rallye postavený na základě šesté generace. Vývoj vozu měl na starosti Ford M-Sport, který projekt poprvé představil na konci roku 2009. Homologace proběhla na začátku roku 2010 a prvním startem byla Rallye Monte Carlo 2010, ve které Mikko Hirvonen zvítězil.
Vůz je poháněn čtyřválcovým motorem Duratec o objemu 1998 cm³ s šestnáctiventilovou technikou, který má vrtání 87 mm a zdvih 83mm. Elektronika je od společnosti Cosworth. Motor dosahuje výkonu 280 koní a točivého momentu 260 Nm. Automobil má pohon všech kol a šestistupňovou sekvenční převodovku Xtrac.
Rozměry
- Délka 3958 mm
- Šířka 1820 mm
- Rozvor 2489 mm
- Minimální hmotnost 1200 kg

### Ford Fiesta RS WRC

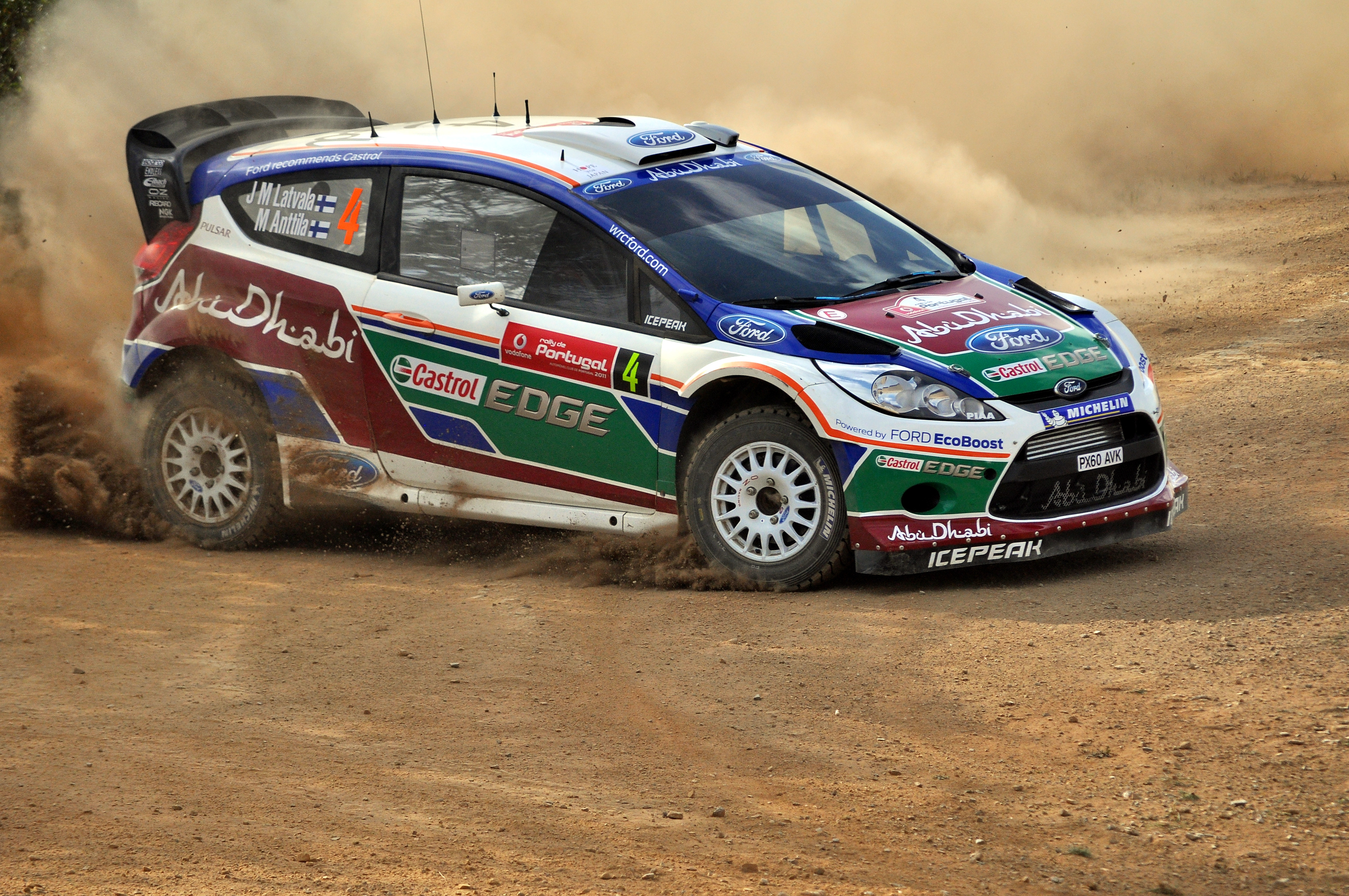
Ford Fiesta RS WRC

Ford Fiesta RS WRC je speciál kategorie World Rally Car určený pro mistrovství světa, který poprvé startoval v sezoně Mistrovství světa v rallye 2011 ve Švédsku. Technicky vůz vychází z tovární specifikace S2000 ale je značně vylepšen. Vývoj zajišťoval tým Ford M-Sport. Týmovými jezdci jsou Petter Solberg a Jari-Matti Latvala.
Pohání jí turbodmychadlem Garett přeplňovaný motor EcoBoost o objemu 1,6 litru s přímým vstřikováním, který má 221 kW (300 koní). Maximální točivý moment je 450 Nm při 4000 otáčkách. Turbodmychadlo má předepsaný restriktor 33 mm. Řídící jednotku upravoval Cosworth. Sekvenční šestistupňová převodovka X-Trac má dvojitý disk spojky. Vůz má pohon všech kol a tlumiče Rieger. Brzdy jsou od firmy Brembo a pneumatiky Michelin.
Rozměry
- Délka 3963 mm
- Šířka 1820 mm
- Rozvor 2480 mm
- Minimální hmotnost 1200 kg

## Ocenění
- 1989 What Car? Auto roku (Best Car)
- 2004 Australské malé auto roku (Australia's Best Small Car)
- 2009 V České republice je Fiesta „auto roku 2009“ v kategorii malých a kompaktních vozů.[19]
- 2009 What Car? Auto roku (Best Car)
- 2009 Cena za světový průmyslový design (red dot), v minulosti získaly toto ocenění třeba automobily Maserati Quattroporte, Mercedes-Benz třídy R a Lamborghini Murciélago Roadster.[19]